# Mikania lindbergii
Mikania lindbergii là một loài thực vật có hoa trong họ Cúc. Loài này được Baker mô tả khoa học đầu tiên.